# Isfiya
Isfiya (en hebreu, עספיא; en àrab, عسفيا) és un poble de gairebé 10.000 habitants situat al cim del mont Carmel a uns 15 km al sud de Haifa, a Israel. La població d'Isfiya és majoritàriament drusa i compta amb una minoria cristiana. Juntament amb Daliyat el-Carmel, també de població drusa, forma el municipi de Ciutat de Carmel.
Isfiya fou fundada a mitjan segle xvii, durant l'Imperi Otomà. L'any 1930 s'hi van trobar diverses restes arqueològiques que incloïen una sinagoga amb mosaics i 4.500 monedes d'or de l'època romana. Al voltant de la ciutat també hi ha el parc nacional del mont Carmel.